# Окна-Сибиулуй
Окна-Сибиулуй (рум. Ocna Sibiului, венг. Vízakna, нем. Salzburg) — город в Румынии в составе жудеца Сибиу.
Небольшой городок Окна-Сибиулуй — здравница, окруженная обширными лугами и дубовыми лесами, — расположен в Трансильванской котловине в верховьях Виши на юго-востоке Зекешского нагорья (Подишул Секашелор). На востоке округа Сибиу, находится на уездной дороге (Drum judeţean) DJ 106B и железнодорожной линии Сибиу-Копша Микэ примерно в 13 км к северо-западу от кольцевой дороги Сибиу, румынской A1. Аэропорт Сибиу, столицы округа, расположен примерно в 18 км к юго-востоку от Окна-Сибиулуй.

## История
Впервые упоминается в 1263 году. Развитие поселения было тесно связано с добычей в этих местах каменной соли (последняя шахта закрылась в 1931 году).
С 1845 года населённый пункт стал развиваться как курорт. После устойчивого экономического развития здравницы в 1948 году она была национализирована. В начале 1990-х годов здравница работала только раз в полгода и только с 2002 года круглогодично с пониженной пропускной способностью. В 2006 году был официально открыт банный комплекс.
4 февраля 1849 года во время революции в Венгрии здесь состоялось сражение при Визакне между повстанческими войсками под командованием Юзефа Бема и правительственными войсками под командованием Антона фон Пухнера.

## Достопримечательности
- Реформатская церковь, построенная в начале 13 века и отреставрированная в 15 веке, представляет собой романскую базилику со скамьями 16 века. Памятник архитектуры.
- Православная церковь св. Архангелий Михаил и Гавриил (Святые Архангелы Михаил и Гавриил), возведена в 1696–1701 годах, была подарена князем Константином Брынковяну. Находится под охраной.
- Православная церковь св. Ioan Botezătorul, построена в 18 веке, отреставрирована в 1810 году. Находится под охраной.
- Несколько соленых озер ( Хория, Клошка, Крисан, Аврам Янку, Окна Пустие, Брынковяну, Окница, Инулуй, Мацелор и Грязевое озеро) общей площадью около 357 га, различной концентрации соли и глубины. Озеро Брынковяну имеет самую высокую концентрацию соли (300 г на литр). Озеро Аврам Янку является самым глубоким (126 метров) и самым теплым на поверхности (около 30 °C). На глубине двух метров его температура поднимается примерно до 45 °C. Следует также упомянуть озеро Рандуница (Ласточкино озеро) площадью 21,49 га и глубиной 46,45 метра, а также Устричное озеро.

## Известные уроженцы
- Гаан Зальцбургский, лидер саксонских поселенцев
- Дьёрдь Берек (1668–1720), врач
- Николае Кристя (1834-1902), священник, политик и журналист.
- Эмиль Хоссу (1941—2012) — актёр.